# Сетер (місто)
Сетер (швед. Säter) — містечко (tätort, міське поселення) у центральній Швеції в лені  Даларна. Адміністративний центр комуни  Сетер.

## Географія
Містечко знаходиться у південно-східній частині лена  Даларна за 160 км на північний захід від Стокгольма.

## Історія
поселення було засноване в 1630 році і більша частина його старого міста досі зберегла дерев'яні будинки та забудову вулиць з того часу. Одним з найстаріших будинків є управа комуни.
8 травня 1642 року Сетер отримав статус міста та грамоту з привілеями від шведської королеви Христини.

## Герб міста
Від XVII століття місто Сетер використовувало герб. Його кольоровий малюнок подано в королівському привілеї, виданому для міста 1642 року.
Сюжет герба: у срібному полі на чорній основі стоїть коваль у синій сорочці, червоній шапці та чорних штанях, фартуху і черевиках і замахується синім молотом з чорним руків’ям на червону заготовку на чорному ковадлі.
Символи вказують на Сетер як центр обробки мідних і залізорудних родовищ.
Після адміністративно-територіальної реформи, проведеної в Швеції на початку 1970-х років, муніципальні герби стали використовуватися лишень комунами. Цей герб був 1971 року перебраний для нової комуни Сетер. 

## Населення
Населення становить 4 646 мешканців (2018). 

## Спорт
У поселенні базується футбольний клуб Сетер ІФ.

## Галерея

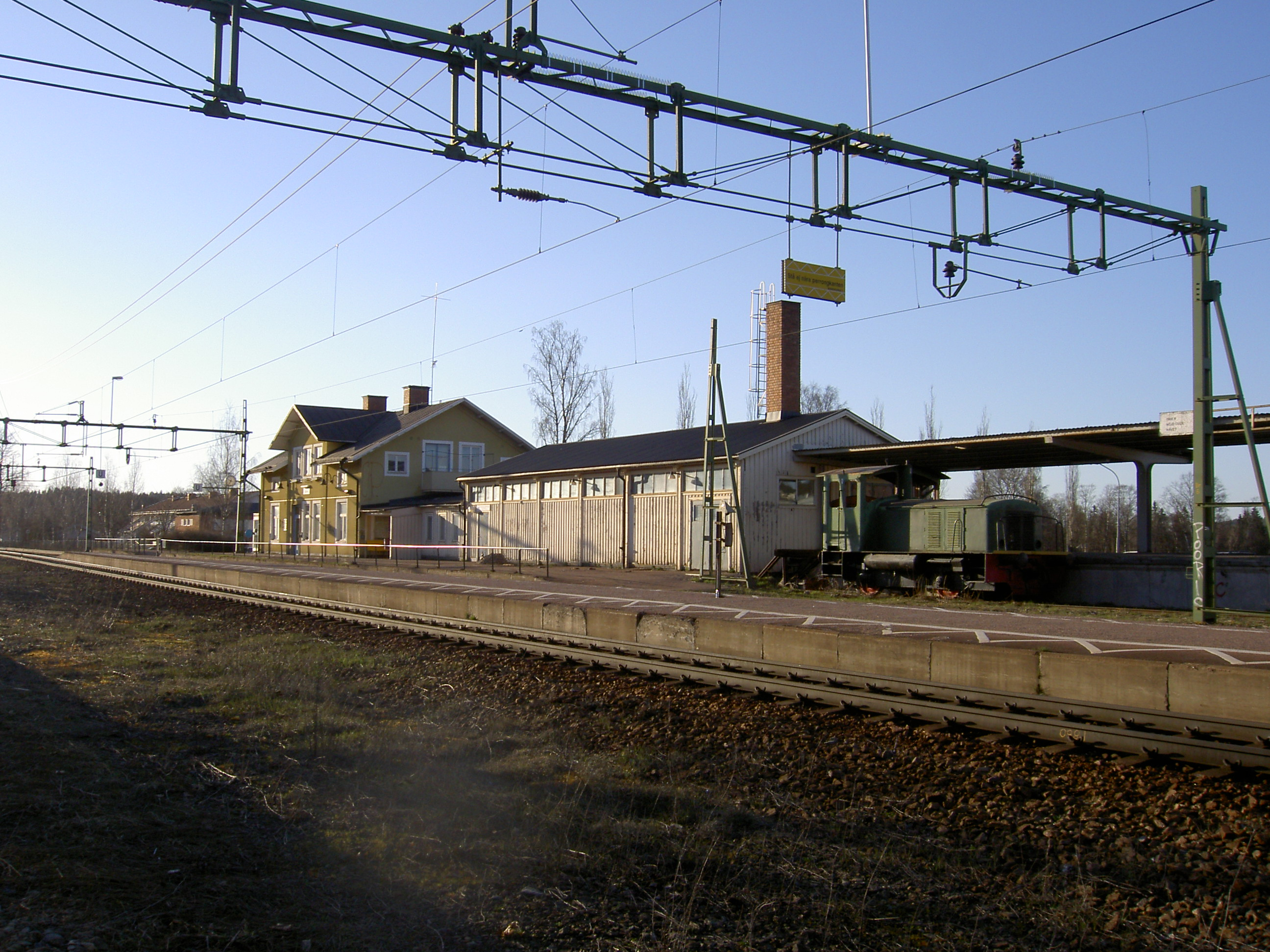
Залізнична станція
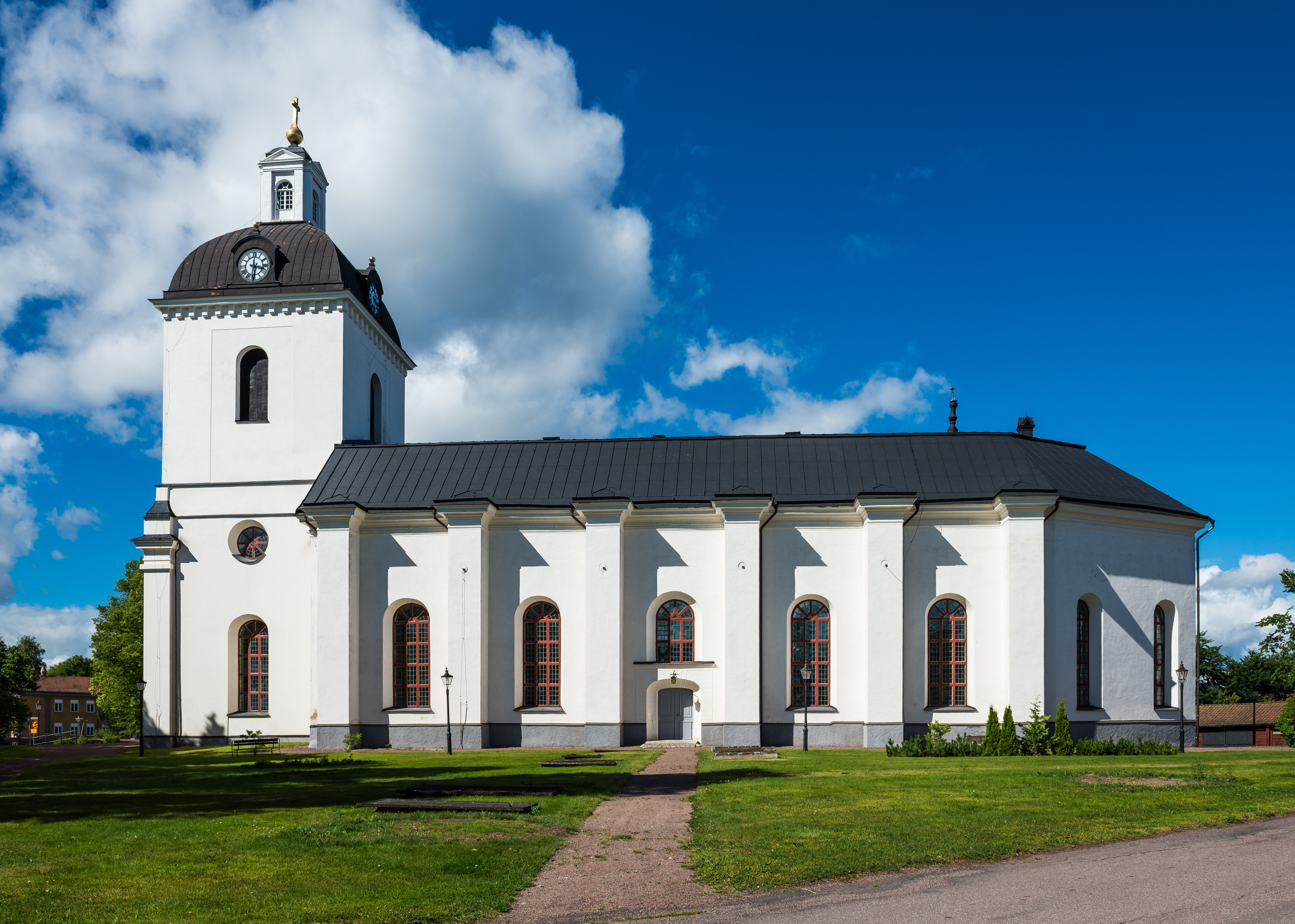
Церква
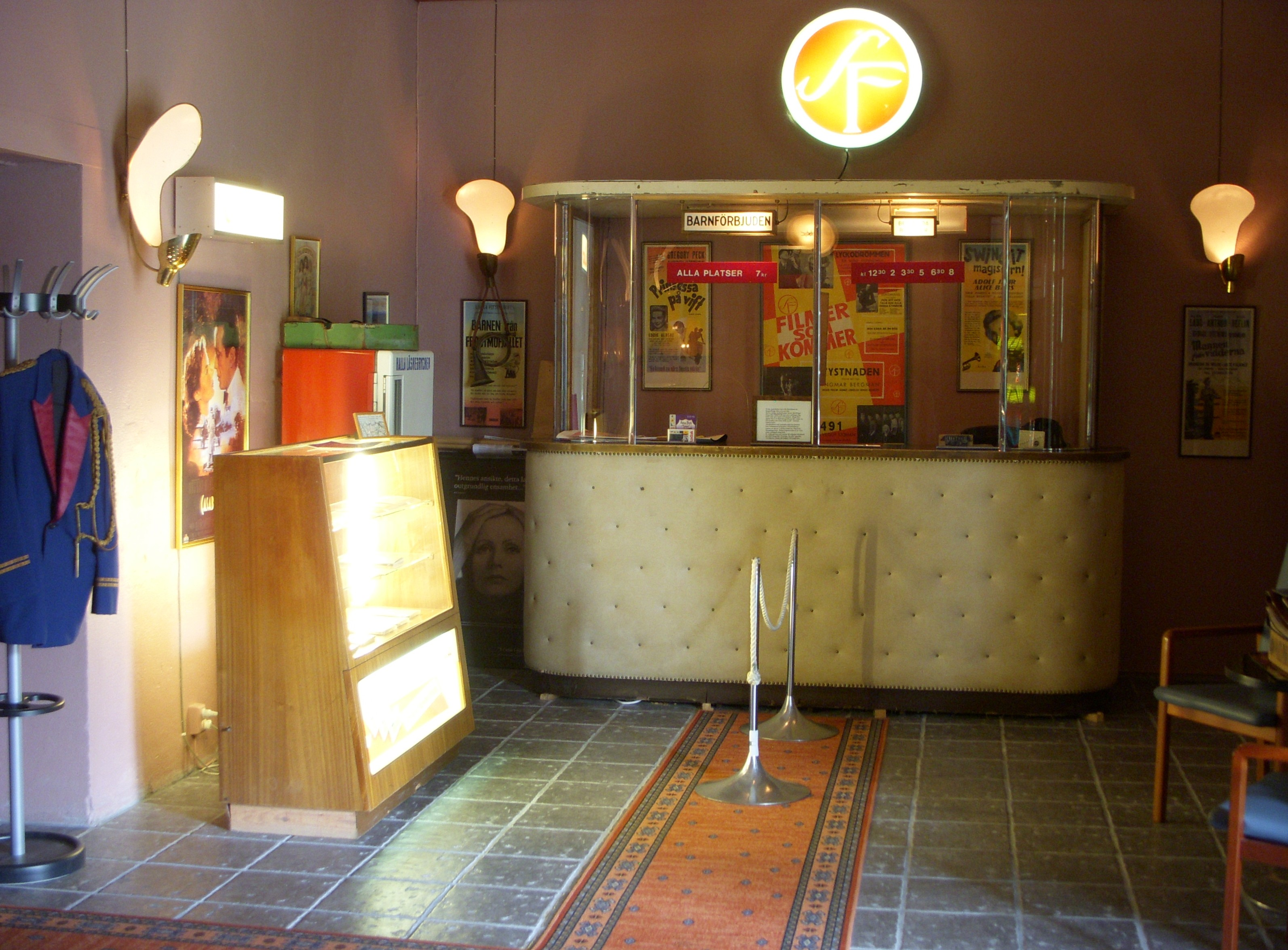
Музей кіно
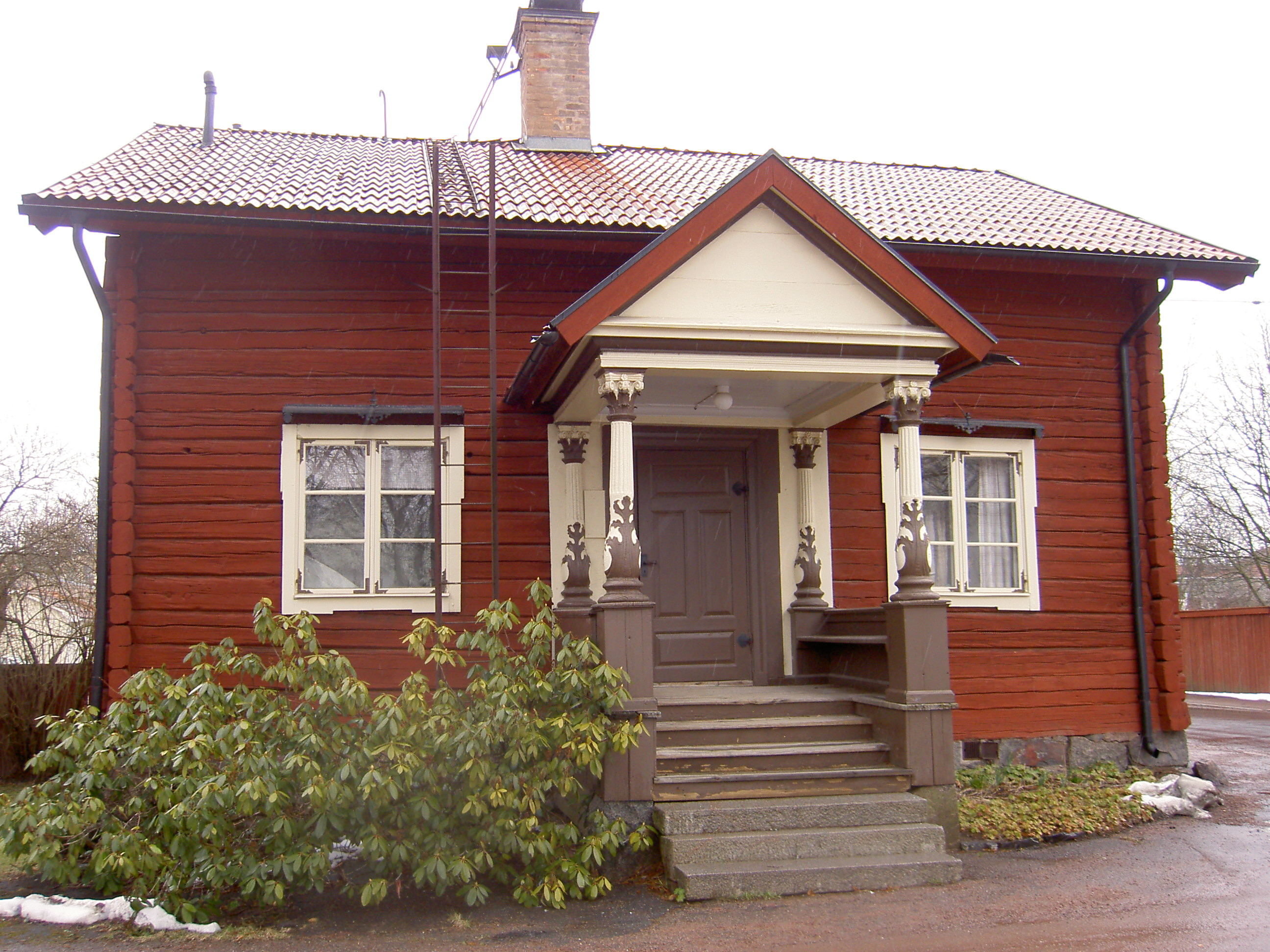
Парафіяльний будинок

## Покликання
- Сайт комуни Сетер